# Berylliumiodid
Berylliumiodid er en kemisk forbindelse mellem beryllium og iodid med den kemiske formel BeI2. Det er meget hygroskopisk og reagerer voldsomt med vand, hvor det danner hydrogeniodid.
| Kemi | Spire Denne artikel om kemi er en spire som bør udbygges. Du er velkommen til at hjælpe Wikipedia ved at udvide den. |